# Wolsong-dong
Wolsong-dong (koreanska: 월송동) är en stadsdel i staden Gongju i provinsen Södra Chungcheong
i den centrala delen av Sydkorea, 120 km söder om huvudstaden Seoul.